# Caso United States v. Ross
United States v. Ross (1982), foi um caso de busca e apreensão discutido perante a Suprema Corte dos Estados Unidos. O tribunal superior foi solicitado a decidir se uma busca legal sem mandado de um automóvel permite que os contêineres fechados encontrados no veículo (especificamente, no porta-malas) também sejam revistados. O tribunal de apelações já havia decidido que abrir e revistar os contêineres portáteis fechados sem um mandado era uma violação da Quarta Emenda, embora a busca de veículos sem mandado fosse permitida devido ao precedente existente.